# Kharan
Kharan (en urdu: خاران) es una ciudad de Pakistán en la provincia de Baluchistán, y fue capital del principado homónimo hasta la creación de Pakistán en 1947. Se encuentra a 28°35′N 65°25′E con una altitud de 692 metros.

## Demografía
La población del estado es principalmente tribus de baluchi, con algunos brahui dispersos por el área.